# Airkenya Express

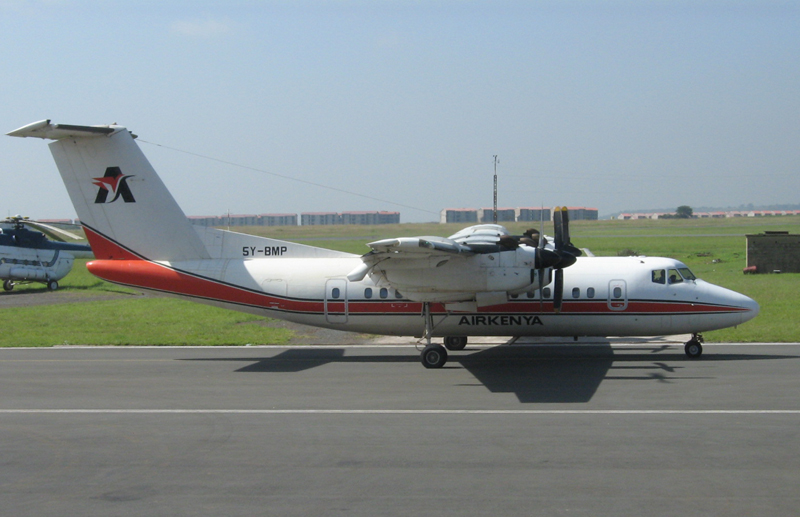
Airkenya Dash 7

Airkenya Express (mã IATA = P2, mã ICAO = XAK) là hãng hàng không, có trụ sở ở Nairobi, Kenya. Hãng có các tuyến đường quốc nội và tuyến quốc tế tới Tanzania cùng các chuyến bay thuê bao. Căn cứ chính của hãng ở Sân bay Wilson (Kenya).

## Lịch sử
Airkenya Express được thành lập và bắt đầu hoạt động từ năm 1987 bằng việc hợp nhất 2 hãng Air Kenya và Sunbird Aviation. Hai hãng nói trên có hơn 20 năm kinh nghiệm trong ngành hàng không ở Tây Phi. Airkenya Aviation trở thành Airkenya Express trong tháng 1 năm 2007. Hãng hiện do Công ty Air Kenya Express Limited của người Kenya làm chủ và có 165 nhân viên.

## Các nơi đến
(Tháng 9/2007) :
- Kenya

- Vườn quốc gia Amboseli (Sân bay Amboseli)
- Lamu (Sân bay Manda)
- Lewa Downs (Sân bay Lewa)
- Malindi (Sân bay Malindi)
- Maasai Mara (Sân bay Mara Serena)
- Meru (Sân bay Mulika Lodge)
- Mombasa (Sân bay quốc tế Moi)
- Nairobi (Sân bay Wilson)
- Nanyuki (Sân bay Nanyuki)
- Vườn quốc gia Samburu (Sân bay Samburu)

- Tanzania

- Kilimanjaro (Sân bay quốc tế Kilimanjaro)

## Đội máy bay
(Tháng 3/2007):
- 2 Bombardier Dash 7 Series 100
- 3 De Havilland Canada DHC-6 Twin Otter Series 300